# ピアノ協奏曲第1番 (バルトーク)
バルトーク・ベーラのピアノ協奏曲第1番（Sz.83, BB 91）は、1926年8月から11月にかけて作曲されたピアノ協奏曲。2つのヴァイオリンソナタやピアノソナタと同時期の作品で、いずれも数年間の沈黙を打ち破る力強い楽曲となっている。

## 概要
バルトークは1923年より約3年の間、『中国の不思議な役人』のオーケストレーションを除けばほとんど作曲をしておらず、ピアニストとしての演奏活動を中心にしていた。その沈黙をいくつかのピアノ曲によって破ったのであるが、その一つにこのピアノ協奏曲があった。バルトーク本人はこの曲を書いたきっかけとして、まだハンガリー民謡の研究を始める以前の1904年に書いた『ピアノとオーケストラのためのラプソディ』以外、コンサート・ピアニスト兼作曲家である自分が披露できる自作の協奏的作品がなかったことを挙げている。
バルトークの新古典主義時代の幕開けを告げる作品であり、バロック音楽への関心が増してから着手された。このことは、対位法の多用にも表れている。しかし、バルトークに特有の苛烈さも依然として残されている。バルトークの他の作品に同じく本作でも、ピアノが打楽器的に扱われている。一方、管楽器を主体とする管弦楽法には、ストラヴィンスキーからの影響が感知される。バルトークは本作について次のように記した。「私の最初の協奏曲は、作風に難しいところはありますけれども、上出来だったと思います。難点といえば、たぶんオーケストラにとっても、聴き手にとっても、非常に難しいというところでしょう。」

## 初演
1927年7月1日に国際現代音楽協会のフランクフルト大会において、作曲者自身のピアノとヴィルヘルム・フルトヴェングラーの指揮によって初演された。
なお、当日の演奏に備えてフルトヴェングラーを輔佐し、オーケストラの下稽古をつけたのはヤッシャ・ホーレンシュタインだった。

## 楽器編成
独奏ピアノ、フルート2（ピッコロ1持ち替え）、オーボエ2（コーラングレ1持ち替え）、クラリネット（B♭・A管）2（バスクラリネット1持ち替え）、ファゴット2、ホルン4、トランペット2、トロンボーン3、ティンパニ、小太鼓2（スネアあり、なし）、トライアングル、シンバル4（サスペンデッド2種、クラッシュ一対）、大太鼓、ゴング、弦五部（第1ヴァイオリン10、第2ヴァイオリン10、ヴィオラ6、チェロ6、コントラバス6）
この作品は「ティンパニを含む打楽器群はピアノのそばで演奏すること」という特殊な指示が自筆譜にあり、これが初版の際に除去されていたことが明らかになった。実子バルトーク・ペーテルによる決定稿ではこれがもとに戻されたが、決定稿通りの演奏はティンパニの設置が難しいのかほとんど実現していない。国際ピアノコンクールの課題曲としては2017年に入ってようやく採用されたものの、この作品で勝利したピアニストはいない。

## 演奏時間
約25分（各10分、8分、7分）

## 構成
作品は以下の3楽章で構成されている。なお作曲者本人はこの曲の調性について「（両端の楽章は）ホ短調」であると述べている。
1. Allegro moderato - Allegro
2. Andante - Allegro - attacca
3. Allegro molto

第1楽章で導入部の後ピアノに登場するオスティナート主題が、さまざまに変形・展開されて作品全体を支配している（オスティナート主題そのものも、導入部の太鼓連打の変形と見なしうる）。第1楽章はソナタ形式によっているが、古典的な協奏ソナタ形式は採用せず、普通のソナタ形式を用いている。静謐で異国的な第2楽章と驀進する終楽章はアタッカの指示によって連結されている。

## ディスコグラフィー
- Bartók/ ゲザ・アンダピアノPiano Concerto, 1, 2, 3, :  エルネスト・ブール指揮 / Bavarian Rso, Label col-legno
- Bartók/ ダニエル・バレンボイムピアノ, New Philharmonia Orchestra, Pierre Boulez – Bartók Piano Concertos Nos. 1 & 3
- Bartók/ ピーター・ゼルキンピアノ - Seiji Ozawa, The Chicago Symphony Orchestra, Peter Serkin – Bartók Piano Concertos Nos. 1 & 3
- Bartók/ ゲザ・アンダピアノ フェレンツ・フリッチャイ指揮 Piano Concertos Nos.1-3 ASIN: B000001GPW Label DG
- Bartók/ ウラジミール・アシュケナージピアノ The Piano Concertos; Sonata for Two Pianos and Percussion
- Bartók/ クリスティアン・ツィメルマンピアノ、ピエール・ブーレーズ指揮　The Piano Concertos 1-3 Label DG
- Bartók/ ピーター・ドノホーピアノ Piano Concertos 1-2-3 / City of Birmingham Symphony Orchestra / Simon Rattle
- Bartók/ ゾルタン・コチシュピアノ Piano Concertos Nos. 1-3; Violin Concerto No. 2; Concerto For Orchestra1994
- Bartók&Prokoviev/ ルドルフ・ゼルキンピアノPiano Concerto No. 1, Piano Concerto No. 4
- Bartók/ アンドラーシュ・シフピアノ Piano Concertos Nos. 1-3 - Apex
- Bartók/ コーネル・ゼムプレニー(Kornel Zempleny) ピアノ、Label: Westminster　ASIN: B01G4FBUY
- Ravel＆Bartók/ ダグマー・バロゴヴァ(Dagmar Baloghová)　ピアノ　Concerto in G Major for Piano and Orchestra、 Concerto No. 1 for Piano and Orchestra　Label: Parliament　ASIN: B0039G36JO
- Bartók/ シャーンドル・ジェルジピアノ, Südwestfunk Orchester Baden-Baden*, Rolf Reinhardt – Piano Concerto N° 1&Rhapsody for piano and orchestra Label: VOX (6) – PL 11.350
- Bartók/ レオニード・ハンブロピアノ, Robert Mann指揮, Label:Columbia

## 放送録音
- ユジャ・ワン
- マウリツィオ・ポリーニ
- Jean-Efflam Bavouzet
- チロ・フォデーレ
- オリ・ムストネン

## 逸話
- この曲は初演前にウニヴェルザール出版社から楽譜が出版された。しかしあまりにも誤植が多く、バルトークの指摘した修正が行われて第2版が刊行されている。ところがこれですら間違いは払拭されなかった。完全版はバルトークの死後50年以上経って、息子のペーテルらがバルトークの自筆譜を検証して校訂、出版されている。
- 初演の翌1928年にバルトークはアメリカ合衆国で2か月間にわたる演奏旅行を行い、この際ニューヨーク・フィルハーモニー管弦楽団によりニューヨークでの米国初演も計画されたが、リハーサルが不充分との理由により、ウィレム・メンゲルベルクによってキャンセルされた[4]。結局のところ米国初演は、1928年2月13日にカーネギー・ホールにおいて、フリッツ・ライナーの指揮とシンシナティ交響楽団の演奏、作曲者自身のピアノ独奏によって実現を見た。
- 先述の通りオーケストラのパートが複雑なため演奏が非常に難しい。バルトークは初演の際からしばしば言及しており、例えばライナーに送った手紙（1928年10月29日付）の中で「何度か弾く機会[5]があったが、シンシナティの君の指揮（上記の米国初演に続く演奏）くらい正確な演奏はヨーロッパの各オーケストラの間でも経験できなかった」と書き、ドイツのピアニスト、ハンス・プリーグニッツへの手紙（1939年1月12日付）[6]の中では「オーケストラにとって非常に演奏困難なので、一流のオーケストラと指揮者を揃え、かつ充分に練習できないならお止めになるべきです」とまで書いている。